# Романи й повісті
«Романи й повісті» — українська радянська книжкова серія, числа якої виходили на щомісячній основі у київському видавництві «Дніпро» у 1967-1990 роках і містили твори великої прози (романи і повісті) як сучасних українських, так й іноземних письменників.
У серії видавалися твори, що були перед цим надруковані в українських літературних журналах.
Книги серії друкувалися на газетному папері у м'якій палітурці (виняток — декілька чисел у 1971-72 роках і число 6 за 1989 рік). Ціна їх була невисокою і вони швидко розкуповувалися. Деякі ставали раритетом, навіть попри те, що серія загалом була масовою — стандартний наклад її чисел становив 100 тисяч примірників (подеколи сягав 200 тисяч, наприкінці ж випуску наклад серійних чисел різко зменшився, варіючись в межах декількох десятків тисяч).
За роки існування дизайн обкладинок томиків серії неодноразово змінювався, подеколи (зокрема у 1970-х) чи не щороку; зазвичай незмінним лишався логотип серії.
Старшим редактором видання був Б. П. Комар, завідувачем редакції — О. М. Підсуха.

## Випуски серії
- Всі твори у межах серії були видані українською мовою, крім позначених , які були видані російською.
- Переважна більшість видань серії була видана у м'якій обкладинці. Ті, що вийшли з твердою обкладинкою, позначені .

### 1967

Перші числа «Романів й повістей» (1967)

- березень: Стельмах М. П. Щедрий вечір. — 144 с. — ??? прим.
- квітень: Амосов М. М. Думи і серце. — 256 с. — 100 000 прим.
- травень: Мороз А. Т. Чужа кохана. — 248 с. — 100 000 прим.
- червень: Воїнович О[sr]. Кров — це ще не все / Пер. з сербськохорв. Ю. С. Чикирисова. — 136 с. — 100 000 прим.
- липень: Бабляк В. С. Жванчик. — ??? с. — ??? прим.
- серпень: Баш Я. В. На крутій дорозі. — 220 с. — 100 000 прим.
- вересень: Загребельний П. С. Добрий диявол. — 181 с. — 100 000 прим.
- жовтень: Чеккеріні С.[it]. Помилуваний смертю / Пер. з італ. К. Бочарникової, С. Нікіташенка. — 301 с. — 100 000 прим.
- листопад: Журахович С. М. Нам тоді було по двадцять. — 148 с. — 100 000 прим.
- грудень: Дрозд В. Г. Семирозум. Маслини. — 136 с. — 100 000 прим.

### 1968
- січень: Гончар О. Т. Собор. — 239 с. — 100 000 прим.
- лютий: Кондратенко В. А. Останній комендант. — ??? с. — ??? прим.
- березень: Близнець В. С. Древляни. — 151 с. — 100 000 прим.

Числа «Романів і повістей» у 1968-му

- квітень: Думбадзе Н. В. Сонячна ніч / Пер з груз. О. П. Синиченка. — 150 с. — 100 000 прим.
- травень: Плугарж З.[cs]. Успіх / Пер з чес. В. П. Пасічної. — 216 с. — 100 000 прим.
- червень: Гордієнко К. О. Буймир. — 206 с. — ??? прим.
- липень: Іваничук Р. І. Мальви. — 203 с. — 100 000 прим.
- серпень: Нахбар Г.[de]. Дім під дощем / Пер. з нім. Я. П. Прилипка. — 132 с. — 100 000 прим.
- вересень: Доломан Є. М. Вирок після бою. — 160 с. — 100 000 прим.
- жовтень: Гамзатов Р. Мій Дагестан / Пер. з авар. Д. М. Бобира. — Т. 1. — 200 с. — 100 000 прим.
- листопад: Дмитерко Л. Д. Крізь дні і ночі. — 247 с. — 100 000 прим.
- грудень: Рига Д. Балада про збирача каміння. Голодні гори / Пер. з англ. ???. — 224 с. — 65 000 прим.

### 1969
- січень: Бедзик Д. І. Украдені гори. — 230 с. — 50 000 прим.
- лютий: Ленінські читання. — Т. І: Поезії. — ??? с. — ??? прим.
- березень: Ленінські читання. — Т. ІІ: Проза. — 304 с. — 100 000 прим.
- квітень: Ленінські читання. — Т. ІІІ: Драматургія. — ??? с. — ??? прим.
- травень: Девятаєв М. П., Хорунжий А. М. Втеча. — ??? с. — 100 000 прим.
- червень: Мушкетик Ю. М. Останній острів. — 183 с. — ??? прим.
- липень: Болл Д. Задушлива ніч / Пер. з англ. В. М. Хижняка. — 150 с. — ??? прим.
- серпень-жовтень: ???
- ???: Шамякін І. П. Сніжні зими / Пер. з білор. Г. Г. Кулінича. — 275 с. — ??? прим.
- листопад-грудень: Стельмах М. П. Дума про тебе. — 381 с. — ??? прим.

### 1970
- № 1: Ковінька О. І. Згадую й розгадую. — ??? с. — 50 000 прим.
- № 2: Загребельний П. А. З погляду вічності. — ??? с. — ??? прим.
- № 3: Ленінські читання. — Т. IV: Поезії, оповідання, нариси. — ??? с. — ??? прим.
- № 4: Катаєв В. П., Антонов С. П. Маленькі залізні двері в стіні. Вогник вдалині / Пер. з рос. М. М. Пазяка, О. Б. Стаєцького. — 224 с. — ??? прим.
- № 5: Минко В. П. Моя Минківка. — 215 с. — 35 000 прим.
- № 6: Гончар О. Т. Циклон. — 228 с. — 100 000 прим.
- № 7: Козаченко В. П. Біла пляма. — 191 с. — 82 000 прим.
- № 8: Колодний Б. М. Троянди на граниті: Історія одного пошуку. — 184 с. — 67 000 прим.
- № 9: Гуріненко П. В. У серця своя пам'ять. — 232 с. — 72 000 прим.
- № 10: Космач Ц. Балада про сурму та хмаринку / Пер. зі словен. В. Г. Гримича. — 134 с. — ??? прим.
- № 11: Кисельов В. Л. Веселий роман. — ??? с. — 80 000 прим.
- № 12: Димитрова Б. Дорога в об'їзд / Пер. з болг. ???. — ??? с. — ??? прим.

### 1971
- № 1: Муратов І. Л. Сповідь на вершині. — 199 с. — 80 000 прим.

Числа «Романів і повістей» у 1971-му

- № 2: Сіоніл-Хосе Ф.[en]. Облудники / Пер. з англ. М. К. Подберезського та Ю. Г. Попсуєнка. — 232 с. — 65 000 прим.
- № 3: Сизоненко О. О. Хто твій друг. — 208 с. — ??? прим.
- № 4: Безорудько В. Г. Ти мене любиш, Яшо?. — ??? с. — ??? прим.
- № 5: Бедзик Д. І. Підземні громи. — 203 с. — 73 000 прим.
- № 6: Земляк В. С. Лебедина зграя. — 224 с. — 80 000 прим.
- № 7: Зелінова Г.[sk]. Чардаш диявола / Пер. зі словац. Д. С. Андрухіва, Я. І. Дзири. — 181 с. — 85 000 прим.
- № 8: Цюпа І. А. Добротворець. — 207 с. — 100 000 прим.
- № 9: Загребельний П. А. Переходимо до любові. — 202 с. — ??? прим.
- № 10: Дрозд В. Г. Вість добра. — ??? с. — ??? прим.
- № 11: Олійник М. Я. Туди, де бій. — 214 с. — 80 000 прим.
- № 12: Гуцало Є. П. Передчуття радості. Дівчата на виданні. — 206 с. — 90 000 прим.

### 1972
- № 1: Дмитерко Л. Д. Останні кілометри. — 189 с. — 100 000 прим.
- № 2: Обухова Л. О. Повість про Юрія Гагаріна / Пер. з рос. А. Тарана. — 160 с. — ??? прим.
- № 3: Мушкетик Ю. М. Жорстоке милосердя. — 216 с. — 100 000 прим.
- № 4: Збанацький Ю. О. Ми — не з легенди. — 232 с. — ??? прим.
- № 5: Гамзатов Р. Мій Дагестан / Пер. з авар. Д. М. Бобира. — Т. 2. — 163 с. — 100 000 прим.
- № 6: Чабанівський М. І. Журавлинка. — 135 с. — ??? прим.
- № 7: Смирнов С. С.[ru]. Повісті про невідомих героїв / Пер. з рос. ???. — ??? с. — ??? прим.
- № 8: Міщенко Д. О. Особисто відповідальний. — 159 с. — ??? прим.
- № 9: Загребельний П. А. Смерть у Києві. — Т. 1. — 206 с. — 100 000 прим.
- № 10: Загребельний П. А. Смерть у Києві. — Т. 2. — 200 с. — 100 000 прим.
- № 11: Бедзик Д. І. За хмарами зорі. — 192 с. — ??? прим.
- № 12: Бедзик Ю. Д. Блакить. — 213 с. — 95 000 прим.

### 1973

Числа «Романів і повістей» у 1973-му

- № 1: Бойко Б. М. Липовий цвіт сорок першого…. — ??? с. — 74000 прим.
- № 2: Григурко І. С. Канал. — 160 с. — 60000 прим.
- № 3: Плавка А.[sk]. Жага любові / Пер. із словац. Д. С. Андрухіва. — 213 с. — 50000 прим.
- № 4: Гончар О. Т. Бригантина. — 187 с. — 100000 прим.
- № 5: Димитрова Б. Підземне небо / Пер. з болг. ???. — ??? с. — 40000 прим.
- № 6: Адамович А. М. Хатинська повість. — ??? с. — 73000 прим.
- № 7: Собко В. М. Лихобор. — 252 с. — 81000 прим.
- № 8: Буряківський Ю. О. Люди, я любив Вас. — 251 с. — 100000 прим.
- № 9: Олійник М. Я. Чужина. — 167 с. — 100000 прим.
- № 10: ???
- № 11: ???
- № 12: Бедзик Ю. Д. Блакить. — 213 с. — ??? прим.

### 1974
- № 1: Тавровані зрадою / упоряд. В. Л. Микитась. — 190 с. — 75 000 прим.
- № 2: Гуріненко П. В. Життя одне. — 207 с. — 100 000 прим.
- № 3: Цюпа І. А. Мужній вершник. — Т. 1. — 188 с. — 100 000 прим.
- № 4: Цюпа І. А. Мужній вершник. — Т. 2. — 143 с. — 100 000 прим.
- № 5: Пастушенко А. Ю. Тавріка. — 127 с. — ??? прим.
- № 6: Дрозд В. Г. Ритми життя. — 235 с. — 105 000 прим.
- № 7: Логвиненко В. А. Росава. — 208 с. — 91 000 прим.
- № 8: Нагаєв Г. Д. Піонери Всесвіту / Пер. з рос. В. Кузьменка. — ??? с. — 100 000 прим.
- № 9: Ритхеу Ю. С. Іній на порозі / Пер. з рос. Г. Лозинської. — 232 с. — 65 000 прим.
- № 10: Коротич В. О. Людина у себе вдома. — 184 с. — ??? прим.
- № 11: ???
- № 12: ???

### 1975
- № 1: Загребельний П. А. Євпраксія. — Т. 1. — 120 с. — 100 000 прим.
- № 2: Загребельний П. А. Євпраксія. — Т. 2. — 147 с. — 100 000 прим.

Числа «Романів і повістей» у 1975-му

- № 3: Биков В. В., Пташников І. М. Вовча зграя. Тартак / Пер. з білорус. О. І. Жолдака, М. А. Шудрі. — 246 с. — 100 000 прим.
- № 4: Лавриненков В. Д. Сокіл-1. — ??? с. — ??? прим.
- № 5: Богомолов В. Й. У серпні сорок четвертого… / Пер. з рос. ???. — Т. 1. — 152 с. — 100 000 прим.
- № 6: Богомолов В. Й. У серпні сорок четвертого… / Пер. з рос. ???. — Т. 2. — 231 с. — 100 000 прим.
- № 7: Лупій О. В. Перша зима. — 144 с. — 65 000 прим.
- № 8: Куусберг П. Одна ніч / Пер. з ест. О. С. Завгороднього. — 184 с. — 100 000 прим.
- № 9: Собко В. М. Нагольний кряж. — 215 с. — 100 000 прим.
- № 10: Мушкетик Ю. М. Біла тінь. — 237 с. — 85 000 прим.
- № 11: ???
- № 12: ???

### 1976
- № 1: Загребельний П. А. Розгін. — Т. 1. — 218 с. — 100 000 прим.
- № 2: Загребельний П. А. Розгін. — Т. 2 і 3. — 147 с. — 100 000 прим.
- № 3: Загребельний П. А. Розгін. — Т. 4. — 208 с. — 100 000 прим.
- № 4: Гончар О. Т. Берег любові. — 176 с. — 100 000 прим.
- № 5: Омельченко М. М. Озон. — 192 с. — 100 000 прим.
- № 6: Дімаров А. А. Постріли Уляни Кащук. — ??? с. — 100 000 прим.
- № 7: Вільний В. М. Кому співають жайворони. — 191 с. — 95 000 прим.
- № 8: Гижа О. Р. Знайомі з вересня. Дмитренко О. М. Пам'ять Долини смерті. — 244 с. — 100000 прим.
- № 9: Земляк В. С. Зелені млини. — Т. 1 і 2. — 168 с. — ??? прим.
- № 10: Земляк В. С. Зелені млини. — Т. 3. — 152 с. — ??? прим.
- № 11: ???
- № 12: ???

### 1977
- № 1: Попов В. Ф. І це називають буднями / Пер. з рос. В. Сологуба. — Т. 1. — 224 с. — 100 000 прим.
- № 2: Попов В. Ф. І це називають буднями / Пер. з рос. В. Сологуба. — Т. 2. — 208 с. — 100 000 прим.
- № 3: Близнець В. С. Підземні барикади. — 208 с. — 100 000 прим.
- № 4: Григурко І. С. Далекі села. — 228 с. — 100 000 прим.
- № 5: Дунаєвський О. М. Жанна Лябурб — знайома й незнайома. Червоний Дундич. — 215 с. — 100 000 прим.
- № 6: Кащук Н. О. Рудана. — 142 с. — 100 000 прим.
- № 7: Олійник М. Я. Зерна. — ??? с. — 100 000 прим.
- № 8: Лавриненков В. Д. Без війни. — ??? с. — ??? прим.
- № 9: Іваничук Р. І. Черлене вино. — 144 с. — 100 000 прим.
- № 10: Бедзик Д. І. Поверх сорок другий. — 183 с. — 100 000 прим.
- № 11: ???
- № 12: ???

### 1978
- № 1: Загребельний П. А. Левине серце. — Т. 1. — 168 с. — 100 000 прим.
- № 2: Загребельний П. А. Левине серце. — Т. 2. — 131 с. — 100 000 прим.
- № 3: Федорів Р. М. Кам'яне поле. — 223 с. — 100 000 прим.
- № 4: Айтматов Ч. Т. Рябий пес біжить краєм моря. Ранні журавлі / Пер. з рос. М. М. Шумила. — 159 с. — 100 000 прим.
- № 5: Кашин В. Л. Чужа зброя. — 207 с. — 100 000 прим.
- № 6: Міщенко Д. О. Найвищий закон. — 243 с. — ??? прим.
- № 7: Коротич В. О. Десяте травня. — 152 с. — 100 000 прим.
- № 8: Дрозд В. Г. Дорога до матері. — 183 с. — 100 000 прим.
- № 9: Рудь М. Д. Не жди, не клич. — Т. 1. — 220 с. — 100 000 прим.
- № 10: Рудь М. Д. Не жди, не клич. — Т. 2. — 199 с. — 100 000 прим.
- № 11: ???
- № 12: ???

### 1979
- № 1: Стельмах М. П. Чотири броди. — Т. 1. — 253 с. — 100 000 прим.
- № 2: Стельмах М. П. Чотири броди. — Т. 2. — 285 с. — 100 000 прим.
- № 3: Сидоряк М. М. Довірники. — 247 с. — 75 000 прим.
- № 4: Мушкетик Ю. М. Позиція. — 253 с. — 100 000 прим.
- № 5: Бурлачук Ф. Ф. Чернігівського полку поручик / Пер. з рос. В. Кузьменка. — 176 с. — 100 000 прим.
- № 6: Сангі В. Одруження Кевонгів / Пер. з рос. Г. Лозинської. — 158 с. — 86 000 прим.
- № 7: Козаченко В. П. Отчий дім. — Т. 1. — 208 с. — 100 000 прим.
- № 8: Козаченко В. П. Отчий дім. — Т. 2. — 213 с. — 100 000 прим.
- № 9: Загребельний П. А. Роксолана. — Т. 1. — 190 с. — 100 000 прим.
- № 10: Загребельний П. А. Роксолана. — Т. 2. — 189 с. — 100 000 прим.
- № 11: Гуріненко П. В. Днів твоїх небагато. — Т. 1. — 207 с. — 90 000 прим.
- № 12: Гуріненко П. В. Днів твоїх небагато. — Т. 2. — 207 с. — 90 000 прим.

### 1980
- № 1: Дімаров А. А. Біль і гнів. — Т. 1. — 191 с. — 100 000 прим.
- № 2: Дімаров А. А. Біль і гнів. — Т. 2. — 183 с. — 100 000 прим.
- № 3: Логвиненко В. А. Мертвий якір. — 230 с. — 100 000 прим.
- № 4: Гончар О. Т. Твоя зоря. — 326 с. — 100 000 прим.
- № 5: Семенов Ю. С. ТАРС уповноважений заявити… / Пер. з рос. Н. П. Орлової. — 251 с. — 100 000 прим.
- № 6: Малиновська М. Ю. Полісся. — 215 с. — 70 000 прим.
- № 7: Загребельний П. А. Роксолана. — Т. 3. — 271 с. — 100 000 прим.
- № 8: Вінграновський М. С., Дрозд В. Г. У глибині дощів. Земля під копитами. — 165 с. — ??? прим.
- № 9: Кашин В. Л. По той бік добра. — 213 с. — 100 000 прим.
- № 10: Сизоненко О. О. Була осінь…. — Т. 1. — 189 с. — 100 000 прим.
- № 11: Сизоненко О. О. Була осінь…. — Т. 2. — 196 с. — 100 000 прим.
- № 12: ???

### 1981
- № 1: Мороз А. Т. Четверо на шляху. — 239 с. — 100 000 прим.
- № 2: Збанацький Ю. О. Пообіч Талі. Полікарп. — 152 с. — 100 000 прим.
- № 3: Тимошенко Б. О. Зваба. — 239 с. — 100 000 прим.

Числа «Романів і повістей» у 1981-му

- № 4: Бічуя Н. Л., Шевчук В. О. Квітень у човні. Повінь. Тепла осінь. — 175 с. — 100 000 прим.
- № 5: Гуцало Є. П. Позичений чоловік, або ж Хома невірний і лукавий. — 255 с. — 100 000 прим.
- № 6: Пушик С. Г. Страж-гора. — 173 с. — 100 000 прим.
- № 7: Думбадзе Н. В. Закон вічності / Пер з груз. О. П. Синиченка. — 191 с. — 100 000 прим.
- № 8: Міняйло В. О. Молоді літа Олександра Сокола. Гужва В. Ф. Сліпий дощ. — 216 с. — 100 000 прим.
- № 9: Самбук Р. Ф. Фальшивий талісман. — 184 с. — 100 000 прим.
- № 10: ???
- № 11: ???
- № 12: ???

### 1982
- № 1: Яворівський В. О. Автопортрет з уяви. — 167 с. — 100 000 прим.
- № 2: Костенко Л. В. Маруся Чурай. — 136 с. — 100 000 прим.
- № 3: Мушкетик Ю. М. Вернися в свій дім. — ??? с. — 100 000 прим.

Обкладинка роману «Маруся Чурай» (1982)

- № 4: Дімаров А. А. Три наречені для нашого тата. — 184 с. — 100 000 прим.
- № 5: Бондарев Ю. В. Вибір / Пер. з рос. ???. — 272 с. — 100 000 прим.
- № 6: Покальчук Ю. В. І зараз, і завжди. — 205 с. — 100 000 прим.
- № 7: Іванченко Р. П. Золоті стремена. — 232 с. — ??? прим.
- № 8: Бурлачук Ф. Ф. Спалені мости. — 215 с. — 100 000 прим.
- № 9: Харчук Б. М. Шлях без зупинок. — 160 с. — 94 000 прим.
- № 10: Проханов О. А. Дерево в центрі Кабула / Пер. з рос. Ю. П. Петренка. — 221 с. — 95 000 прим.
- № 11: ???
- № 12: ???

### 1983
- № 1: Дрозд В. Г. Самотній вовк. Балада про Сластьона. — 239 с. — 100000 прим.
- № 2: Шевчук В. О. На полі смиренному, або ж Новий синаксар Київський, писаний грішним Семеном-затворником святого Печерського монастиря / Післям. Л. М. Новиченка. — 191 с. — 100000 прим.
- № 3: Колісниченко А. І. Птахи у відкритому морі. — 158 с. — 100000 прим.
- № 4: Іваничук Р. І. Вода з каменю. — 242 с. — 60 00 прим.
- № 5: Положій В. І., Тютюнник А. М., Хорунжий Ю. М., Шкляр В. М. Жив-був Іван. Острови навпроти міста. Занапастити журавля. Стороною дощик іде. — 235 с. — 70000 прим.
- № 6: Малишевський І. Ю. Міст через три життя. — 237 с. — 55000 прим.
- № 7: Крим А. І. Вибір. — 231 с. — 100000 прим.
- № 8: Мусієнко О. Г. Багряна вежа. — Т. 1. — 262 с. — 100000 прим.
- № 9: Мусієнко О. Г. Багряна вежа. — Т. 2. — 235 с. — 100000 прим.
- № 10: Роговий Ф. К.. Свято останнього млива. — ??? с. — ??? прим.
- № 11: Доломан Є. М. Золоті зерна. — 151 с. — ??? прим.
- № 12: Сидоряк М. М. Причетні. — 262 с. — 56000 прим.

### 1984
- № 1: Гуріненко П. В. Той чорний ранок. — 239 с. — 100 000 прим.
- № 2: Сизоненко О. О. Сьомий пагорб. — 191 с. — 80 000 прим.
- № 3: Олійник М. Я. Судний день. — 203 с. — 50 000 прим.
- № 4: Коротич В. О. Лице ненависті. — 143 с. — 51 500 прим.
- № 5: Андріяшик Р. В. Сад без листопаду. — 253 с. — 58 000 прим.
- № 6: Лавриненков В. Д., Біловол М. М. Дід Василь. — ??? с. — ??? прим.
- № 7: Загребельний П. А. Я, Богдан. — Т. 1. — 287 с. — 200 000 прим.
- № 8: Загребельний П. А. Я, Богдан. — Т. 2. — 281 с. — 200 000 прим.
- № 9: Кашин В. Л. Сліди на воді. — 196 с. — 100 000 прим.
- № 10: Чорногуз О. Ф. Претенденти на папаху. — 351 с. — 70 000 прим.
- № 11: Федорів Р. М. Жорна. — Т. 1. — 224 с. — 40 000 прим.
- № 12: Федорів Р. М. Жорна. — Т. 2. — 206 с. — 40 000 прим.

### 1985
- № 1: Міняйло В. О. По цей бік правди. — 309 с. — 50 000 прим.

Числа «Романів і повістей» у 1985-му

- № 2: Клим Дмитрук. Корнієнко, капітан держбезпеки. — 291 с. — 150 000 прим.
- № 3: Міщенко Д. О. Синьоока Тивер. — 412 с. — 100 000 прим.
- № 4: Самбук Р. Ф. Марафон завдовжки в тиждень. — 223 с. — 200 000 прим.
- № 5: Пархомов М. Н. Останній листок осені. — 207 с. — ??? прим.
- № 6: Іваничук Р. І. Четвертий вимір. — 182 с. — 50 000 прим.
- № 7: Дімаров А. А. Вершини. — 213 с. — 75 000 прим.
- № 8: Чемерис В. Л. Ольвія. — 275 с. — 100 000 прим.
- № 9: Гуцало Є. П. Княжа гора. — 150 с. — 73 000 прим.
- № 10: Мушкетик Ю. М. Жовтий цвіт кульбаби. — 184 с. — 91 000 прим.
- № 11: Харчук Б. М. Кревняки. — 516 с. — ??? прим.
- № 12: ???

### 1986
- № 1: Добровольський В. А. Кримські персики. — ??? с. — ??? прим.
- № 2: Залюбовська М. Ю. Син землі та зірок. — Т. 1. — 202 с. — 80 000 прим.
- № 3: Залюбовська М. Ю. Син землі та зірок. — Т. 2. — 191 с. — 80 000 прим.
- № 4: Щербак Ю. М. Хроніка міста Ярополя. — 143 с. — 100 000 прим.
- № 5: Єрмолова В. І. У грозу на гойдалці. — 179 с. — 100 000 прим.
- № 6: Дмитренко О. М. Лелека. — 303 с. — 200 000 прим.
- № 7: Немирович І. О. Син раба / Післям. В. І. Пащенка. — 159 с. — 100 000 прим.
- № 8: Тендюк Л. М. Голова Дракона. — 239 с. — 100 000 прим.
- № 9: Шеренговий О. Г. Монолог для слідчого. Батько. — 261 с. — 100 000 прим.
- № 10: Іванченко Р. П. Гнів Перуна. — Т. 1. — 215 с. — 100 000 прим.
- № 11: Іванченко Р. П. Гнів Перуна. — Т. 2. — 223 с. — 100 000 прим.
- № 12: Автомонов П. Ф. Рокіровка. — 238 с. — 75 000 прим.

### 1987
- № 1: Малик В. К. Черлені щити. — Т. 1. — 167 с. — 100 000 прим.
- № 2: Малик В. К. Черлені щити. — Т. 2. — 175 с. — 100 000 прим.
- № 3: Бондарев Ю. В. Гра / Авториз. пер. з рос. Н. П. Орлової. Распутін В. Г.[ru] Пожежа / Пер. з рос. В. К. Коваля. Астаф'єв В. П. Печальний детектив / Пер. з рос. Т. Маркевич. — 364 с. — 100000 прим.
- № 4: Мортенсон Я. Смерть ходить по музею / Пер. зі швед. Ю. Г. Попсуєнка, С. Плахтинського. — 151 с. — 100 000 прим.
- № 5: Медвідь В. Г. Таємне сватання. — 275 с. — 55 000 прим.
- № 6: Мейгеш Ю. В. Стихія. — 247 с. — 43 000 прим.
- № 7: Хорунжий А. М. Жити на крилах. — ??? с. — ??? прим.
- № 8: Куштенко І. Ф., Микитенко О. В., Положій В. І. Сіно. Таїна. Подорожі із маленькою дочкою. — 241 с. — 58 000 прим.
- № 9: Слабошпицький М. Ф. Марія Башкирцева. — 234 с. — 50 000 прим.
- № 10: Горак Р. Д. Тричі мені являлася любов / Післям. Л. М. Новиченка. — 268 с. — 80 000 прим.
- № 11: Яворівський В. О. Марія з полином у кінці століття. — 191 с. — 65 000 прим.
- № 12: Вінграновський М. С. П'ять повістей. — 167 с. — 30 000 прим.

### 1988
- № 1: Загребельний П. А. Південний комфорт. — 290 с. — 75 000 прим. — ISBN ???.
- № 2: Лавриненков В. Д., Біловол М. М. «Сокіл-2» / Пер. з рос. ???. — ??? с. — 30 000 прим. — ISBN ???.
- № 3: Олійник М. Я. Від світу цього. — ??? с. — ??? прим. — ISBN ???.
- № 4: Плачинда С. П. Ревучий. — 284 с. — 25 000 прим. — ISBN 5-308-00508-7.
- № 5: Рибаков А. Н. Діти Арбату / Пер. з рос. П. Г. Воробйова. — 524 с. — 100 000 прим. — ISBN 5-308-00510-9.
- № 6: Білик І. І. Похорон богів. — 571 с. — 100 000 прим. — ISBN 5-308-00509-5.
- № 7: Бурлачук Ф. Ф. Білий лебідь. — 246 с. — 50 000 прим. — ISBN ???.
- № 8: Дудар Є. М. Дон-Жуан у спідниці. — 236 с. — 50 000 прим. — ISBN 5-308-00515-X.
- № 9: Айтматов Ч. Т. Плаха / Пер. з рос. В. П. Прокопенка. — 275 с. — 100 000 прим. — ISBN 5-308-00516-8.
- № 10: Чорногуз О. Ф. Вавілон на Гудзоні. — 253 с. — 30 000 прим. — ISBN 5-308-00519-2.
- № 11 — 12: не виходили

### 1989
- № 1: Щербак Ю. М. Чорнобиль. — 223 с. — 100 000 прим. — ISBN 5-308-00539-7.
- № 2: Дрозд В. Г. Спектакль / Передм. В. Самути. — 189 с. — 30 000 прим. — ISBN 5-308-00541-9.
- № 3: Чендей І. М. Скрип колиски. — 433 с. — 30 000 прим. — ISBN 5-308-00540-0.
- № 4: Власенко І. М., Зозуля І. О. Остарбайтер. — 297 с. — 50 000 прим. — ISBN 5-308-00000-0.
- № 5: Андріяшик Р. В. Полтва. — 250 с. — 43 800 прим. — ISBN 5-308-00802-7.
- № 6: Винниченко В. К. Сонячна машина / Післям. П. М. Федченка. — 619 с. — 120 000 прим. — ISBN 5-308-00538-9.
- № 7: Бердник О. П. Чаша Амріти. — 270 с. — 80 000 прим. — ISBN 5-308-00813-2.
- № 8: Колісниченко А. І. Полум'я тополі. — 271 с. — 30 000 прим. — ISBN ???.
- № 9:Герасимчук Д. К. Встати, суд іде! Малахута М. Д. Спомин про давній марш. — 278 с. — 50000 прим. — ISBN 5-308-008134-0.
- № 10: Сидоряк М. М. Карби на часі. — ??? с. — ??? прим. — ISBN ???.
- № 11: Щегельський П. Г. Двоє. — 271 с. — ??? прим. — ISBN 5-308-00973-2.
- № 12: Кисельов В. Л. Дві назви. Помилки Юри Басаврюка. — 200 с. — 50 000 прим. — ISBN 5-30800-836-1.
- № 13: Бедзик Ю. Д. Гіпсова лялька. — 253 с. — 50 000 прим. — ISBN 5-308-00837-X.

### 1990
- № 1: Дімаров А. А. В тіні Сталіна. — 176 с. — 100 000 прим. — ISBN 5-308-00933-3.
- № 2: Медведєв Г. У.. Чорнобильський зошит. — 166 с. — 95 000 прим. — ISBN ???.
- № 3: Кравченко І. Є. Переселенці. — 327 с. — 48 000 прим. — ISBN 5-308-00977-5.
- № 4: Савенко І. А. Наяву — не уві сні. — 332 с. — 100 000 прим. — ISBN 5-308-00847-7.
- № 5: Мотрич К. В. Досвіток. — 301 с. — 40 000 прим. — ISBN 5-308-00979-1.
- № 6: Штонь Г. М. Пастораль. — ??? с. — 18 000 прим. — ISBN ???.
- № 7: Тютюнник А. М. Далі польоту стріли. — 270 с. — ??? прим. — ISBN ???.
- № 8: Левада О. С. Два кольори. — 173 с. — 30 000 прим. — ISBN 5-308-01114-1.
- № 9: Литвин М. С. Лети, павутино!. — 255 с. — 21 000 прим. — ISBN ???.
- № 10: Околітенко Н. І. Запах острова[6]. — 255 с. — 16 800 прим. — ISBN 5-308-01120-6.
- № 11: Снєгирьов Г. І. Набої для розстрілу / Передм. І. М. Дзюби. — 167 с. — 80 000 прим. — ISBN 5-308-01122-2.